# Itabaiana (Paraíba)
Itabaiana é um município brasileiro do estado da Paraíba, localizado na microrregião de Itabaiana. Sua população estimada em  2022 pelo Instituto Brasileiro de Geografia e Estatística (IBGE) foi de 23.182  habitantes, distribuídos em 218,915 km² de área.
É sede e maior cidade da Região Geográfica Imediata de Itabaiana. Desempenha um papel centralizador em sua região. Em 21 de Janeiro de 2013, foi instituída a Região Metropolitana de Itabaiana, divulgada no Diário oficial do Estado, formada pelos municípios de Juarez Távora, Juripiranga, Gurinhém, Salgado de São Félix, Mogeiro, São José dos Ramos, São Miguel de Taipú, Pilar, Caldas Brandão, Ingá e Riachão do Bacamarte.
Itabaiana é sede da 12ª Região Geoeconômica, que, junto com outros 15 municípios, soma um produto interno bruto de 992,2 milhões de reais, o quinto maior PIB entre as 14 regiões geoeconômicas da Paraíba. A 12ª Região Geoadministrativa tem destaque na agropecuária, sendo a que mais contribui no Estado nesse setor.

## História
De ocupação inicial ameríndia, Itabaiana teve a sua origem colonizadora portuguesa em Maracaípe no ano de 1663. De acordo com o livro "História & Consciência do Brasil", de Gilberto Cotrim, esse município foi uma das principais frentes de batalha da Confederação do Equador (1824), um movimento separatista republicano que pretendia segregar as províncias do chamado "Brasil do Norte" sob a liderança de Frei Caneca. Este acusava a elite luso-carioca (família real) de só investir recursos nas regiões de mais altas latitudes do território que hoje denominamos "Brasil". Com relação às datas referentes à elevação do povoado de Itabaiana às categorias de vila, município, cidade, comarca e freguesia eclesiástica, há várias versões, assim narra Sabiniano Maia, em "Itabaiana – sua História – suas memórias de 1500 a 1975".
Sabe-se que o povoado de Itabaiana, que pertencia ao Município de Pilar, passou à categoria de vila pela Lei nº 723, de 1 de outubro de 1881, perdendo sua autonomia através da Lei provincial nº 800, de 8 de outubro de 1885. Entretanto, durante o governo de Venâncio Neiva, a localidade recuperou sua autonomia, voltando a status de Vila através do Decreto Estadual nº 14, de 23 de abril de 1890, desmembrando-se, mais uma vez, de Pilar. Esse mesmo governo, através do Decreto nº 06, de 26 de maio de 1891, eleva Itabaiana à categoria de cidade, ficando, assim, esta data como a data da emancipação política do município.
Após instalada a Comarca de Itabaiana, foram designados, para Juiz de Direito e Promotor Público, respectivamente os bacharéis Claudino Francisco de Araújo Guarita e José Lucas Pires de Souza Rangel.

## Geografia

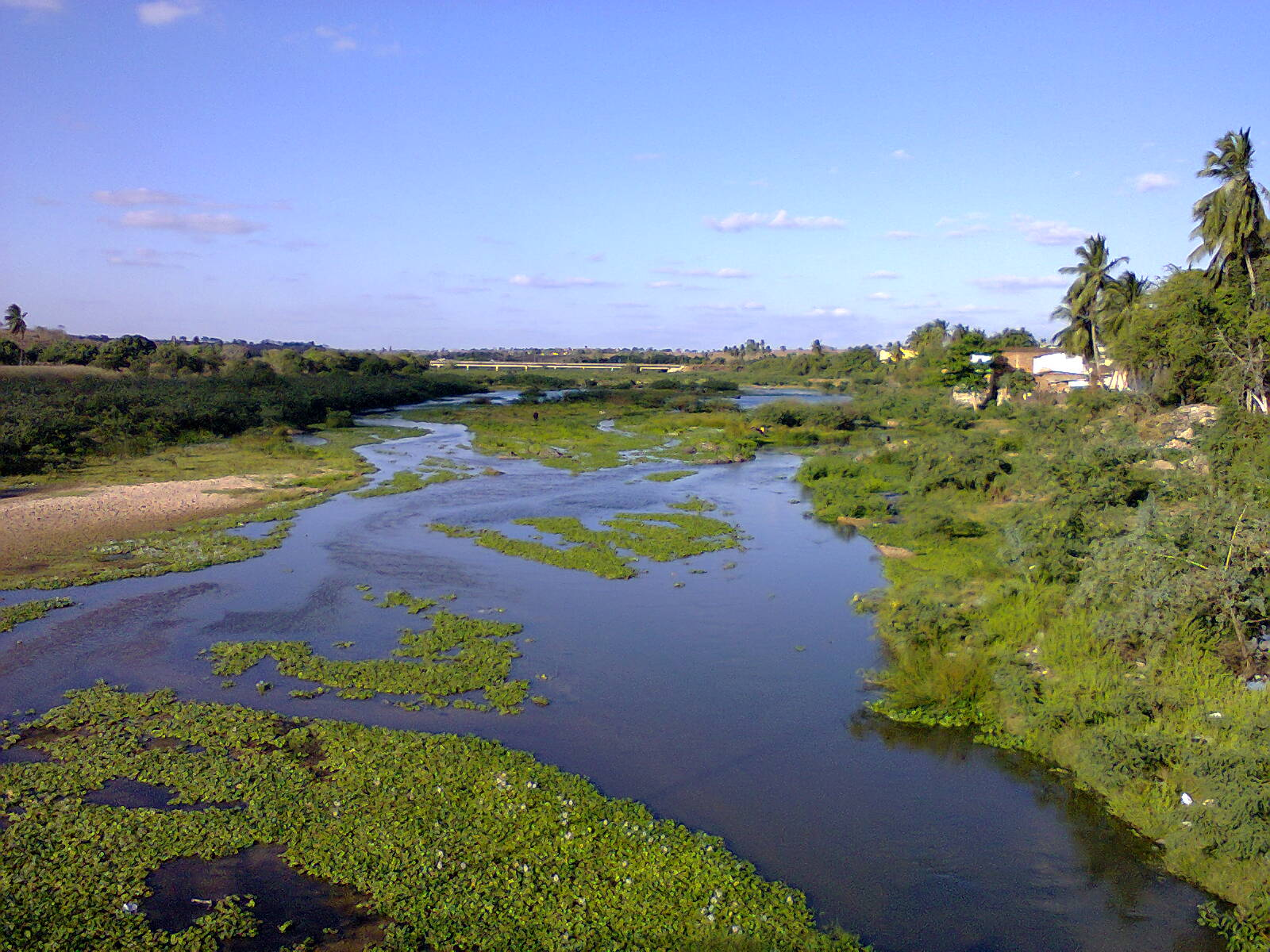
Rio Paraíba no trecho em que passa pelo município de Itabaiana.

O município está incluído na área geográfica de abrangência do semiárido brasileiro, definida pelo Ministério da Integração Nacional em 2005. Esta delimitação tem, como critérios, o índice pluviométrico, o índice de aridez e o risco de seca.
Conhecida como a Rainha do Vale da Paraíba, Itabaiana é o centro de uma zona de 9 municípios que aglomeram uma população de 108 mil pessoas. Sua temperatura varia de 16 °C no inverno a 34 °C no verão. A vegetação é característica de transição entre o litoral e a Borborema.

### Clima
Dados do Departamento de Ciências Atmosféricas, da Universidade Federal de Campina Grande, mostram que Itabaiana apresenta um clima com média pluviométrica anual de 780,9 mm e temperatura média anual de 25,6 °C.
| Dados climatológicos para Itabaiana           | Dados climatológicos para Itabaiana | Dados climatológicos para Itabaiana | Dados climatológicos para Itabaiana | Dados climatológicos para Itabaiana | Dados climatológicos para Itabaiana | Dados climatológicos para Itabaiana | Dados climatológicos para Itabaiana | Dados climatológicos para Itabaiana | Dados climatológicos para Itabaiana | Dados climatológicos para Itabaiana | Dados climatológicos para Itabaiana | Dados climatológicos para Itabaiana | Dados climatológicos para Itabaiana |
| Mês                                           | Jan                                 | Fev                                 | Mar                                 | Abr                                 | Mai                                 | Jun                                 | Jul                                 | Ago                                 | Set                                 | Out                                 | Nov                                 | Dez                                 | Ano                                 |
| --------------------------------------------- | ----------------------------------- | ----------------------------------- | ----------------------------------- | ----------------------------------- | ----------------------------------- | ----------------------------------- | ----------------------------------- | ----------------------------------- | ----------------------------------- | ----------------------------------- | ----------------------------------- | ----------------------------------- | ----------------------------------- |
| Temperatura máxima média (°C)                 | 31,9                                | 31,8                                | 31,3                                | 30,8                                | 30,1                                | 29,3                                | 28,8                                | 29,3                                | 30,4                                | 31,3                                | 32,1                                | 32,1                                | 30,8                                |
| Temperatura média (°C)                        | 26,8                                | 26,7                                | 26,5                                | 26,1                                | 25,4                                | 24,4                                | 23,9                                | 24,1                                | 24,9                                | 25,8                                | 26,4                                | 26,8                                | 25,6                                |
| Temperatura mínima média (°C)                 | 22,0                                | 22,0                                | 22,1                                | 21,9                                | 21,4                                | 20,6                                | 20,0                                | 19,4                                | 20,1                                | 20,7                                | 21,0                                | 21,5                                | 21,1                                |
| Precipitação (mm)                             | 40,2                                | 59,8                                | 107,4                               | 117,5                               | 115,3                               | 112,5                               | 93,1                                | 48,9                                | 28,1                                | 12,0                                | 13,8                                | 21,8                                | 780,9                               |
| Fonte: Departamento de Ciências Atmosféricas. |                                     |                                     |                                     |                                     |                                     |                                     |                                     |                                     |                                     |                                     |                                     |                                     |                                     |

## Distritos
- Guarita (Itabaiana)
- Campo Grande (Itabaiana)

## Demografia
O crescimento demográfico do município vai na linha contrária ao da Paraíba e do Brasil. Em 2000, a população itabaianense era de 25 208. Hoje, a população soma 24 372 de acordo com dados divulgados pela Federação das Associações de Municípios da Paraíba (FAMUP). Mais de 80% dos itabaianenses mora na sede do município, o que faz, de Itabaiana, uma das cidades mais urbanas da Paraíba. Dos seus 24 372 habitantes, mais de 19 731 vivem na sede do município, que desempenha um papel centralizador na microrregião da qual faz parte, fazendo sua população saltar de 24 mil para quase 35 mil pessoas em dias de muito movimento.

## Frota de Veículos
A cidade de Itabaiana possui uma frota de 4 413 veículos registrados na sede. De acordo com o Departamento Estadual de Trânsito da Paraíba, o número de veículos tem crescido consideravelmente. Uma matéria de um blogue de economia itabaianense afirma que a frota de veículos em Itabaiana cresceu mais de 120% em 10 anos.
- Carros - 1 809
- Motos - 1 651
- Caminhonete - 328
- Caminhões - 164

| Religião em Itabaiana | Religião em Itabaiana | Religião em Itabaiana | Religião em Itabaiana | Religião em Itabaiana |
| --------------------- | --------------------- | --------------------- | --------------------- | --------------------- |
| Religião              |                       |                       | Porcentagem           |                       |
| Católicos             | Católicos             |                       | 82,3%                 | 82,3%                 |
| Evangélicos           | Evangélicos           |                       | 11,94%                | 11,94%                |
| Sem religião          | Sem religião          |                       | 4,84%                 | 4,84%                 |
| Espírita              | Espírita              |                       | 0,57%                 | 0,57%                 |
| Testemunhas de Jeová  | Testemunhas de Jeová  |                       | 0,19%                 | 0,19%                 |
| Outros cristãos       | Outros cristãos       |                       | 0,13%                 | 0,13%                 |

## Religião
Assim como em quase todo o Brasil, os Católicos dominam o ranking: são cerca de 18 100. Existem várias doutrinas atuantes na cidade. Atualmente, existem várias denominações protestantes, que reúnem quase 20% da População. Veja abaixo dados do censo de 2010:
- Católicos - 18 100
- Evangélicos - 4 924
- Sem Religião - 1 184
- Espíritas - 195

## Economia
Itabaiana destaca-se como a 22ª principal cidade da paraíba. Seu PIB em 2010, de acordo com o IBGE, estava avaliado em 152,8 milhões de reais, o que configura a 24ª maior economia do estado. Seu setor mais desenvolvido é o comércio, que corresponde a 80,53% do seu PIB, seguido da indústria e da agricultura.
Em 2010, Itabaiana tinha 2 agências bancárias, que, juntas, movimentaram mais de 44,3 milhões de reais em crédito.

## Agropecuária
A agropecuária é pouco desenvolvida, porém contribui para o desenvolvimento das famílias locais.

## Indústria
É pouco desenvolvida, porém garante bons índices de emprego e renda, estando centralizada na transformação da matéria-prima, indústria madeireira, entre outras.
A maior e única indústria da cidade é a Indústria de Calçados Penaulty, com cerca de 60 funcionários. A Indústria de Sabão e Velas Riase, com mais de 45 funcionários, foi fechada durante o ano de 2018.

## Serviço e Comércio
É o mais desenvolvido na cidade, sendo principal gerador de emprego e renda. Itabaiana possui um comércio muito dinâmico, por ser sede da microrregião de Itabaiana. Sua população chega a ficar 40% acima do normal em dias de feira. Outro fator importante é a prestação de serviços de suas mais de 1 100 empresas e de suas 26 unidades de saúde. Em dias de muito movimento do comércio, a população passa facilmente de 24 mil para mais de 35 mil pessoas andando pelas ruas do Centro. Sozinho, o setor de comércio e serviços representa 80,53% do PIB. Recentemente, um estudo da IPC MARKETING afirmou que o potencial de consumo da cidade cresceu muito nos últimos anos, sendo esta a 18ª cidade do estado que mais vai consumir em 2013, cerca de 240,2 milhões de reais.
PIB 2010 IBGE
|                                                                                   |         |
| \| Agropecuária \| 4,03 % \| \| Indústria \| 13,17 % \| \| Serviços \| 82,80 % \| |         |
| Agropecuária                                                                      | 4,03 %  |
| Indústria                                                                         | 13,17 % |
| Serviços                                                                          | 82,80 % |

Itabaiana é sede da 12ª Região Geoeconômica da Paraíba, que, de acordo com o Instituto de Desenvolvimento Municipal e Estadual (IDEME) e o IBGE, possui um PIB de 1,1 bilhões, sendo a 5ª mais importante do Estado nesse quesito.

## Turismo
Dona de um belo carnaval de rua, a cidade conta com vários blocos carnavalescos. O mais conhecido e antigo era o "Nó Cego", que abrilhantou os carnavais da cidade por mais de trinta anos e hoje está extinto. Há, também, a Festa da Padroeira Nossa Senhora da Conceição, que acontece todos os anos no mês de dezembro.

## Educação
Na área educacional, a cidade sempre teve importante influência no aprendizado das cidades circunvizinhas. Foi em Itabaiana que o escritor José Lins do Rego estudou até se mudar para a capital do estado. Em 2009, foram matriculados, no município, cerca de 8 mil estudantes, divididos em: pré-escola 706, fundamental 4 712 e médio 1 702.

## Infraestrutura
O município possui sistema de abastecimento de água, com tratamento em estação de tratamento de água convencional. O sistema de abastecimento de água atende, com rede de distribuição, 70,07% dos domicílios ocupados no município de Itabaiana.
A Companhia de Água e Esgotos da Paraíba (CAGEPA) é o órgão responsável pelo sistema de abastecimento de água do município de Itabaiana. A mesma companhia de água é o órgão responsável pelo sistema de esgotamento sanitário.
Do total de domicílios, 98,96% possui energia elétrica, servida pela Energisa.
Itabaiana é cortada por 3 rodovias, sendo a principal a BR 408, que liga Campina Grande a Recife. Conta também com a PB 082 e a PB 054.
Itabaiana possui um importante pátio ferroviário composto por duas linhas férreas: a Linha Norte e o Ramal de Campina Grande da antiga Rede Ferroviária do Nordeste (RFN). A Linha Norte liga o município às cidades de Camaragibe, em Pernambuco e de Nova Cruz, no Rio Grande do Norte. O Ramal de Campina Grande, por sua vez, liga o município às cidades de Campina Grande e Sousa. Ambas se encontram atualmente concedidas ao transporte de cargas pela Companhia Ferroviária do Nordeste, porém o transporte de passageiros se encontra desativado desde os anos 1980.

## Comunicação
Itabaiana Possui 2 rádios locais:
Itabaiana FM 105,1 - Sistema Correio
Rainha FM 87,9 - Comunitária
A Cidade ainda é alcançada pela Campina FM, 98 Correio, CPAD FM, Rádio rural de Timbaúba, entre outras, todas essas em pontos distintos da cidade.
A cidade é servida por 4 operadoras de Internet e 3 de telefonia (Claro, Tim e Vivo).

## Filhos ilustres
- Vladimir Carvalho;
- Abelardo Jurema
- Severino Dias de Oliveira, conhecido como Sivuca